# یواس‌اس سوانی (آی‌دی-۱۳۲۰)
یواس‌اس سوانی (آی‌دی-۱۳۲۰) (به انگلیسی: USS Suwanee (ID-1320)) یک زیردریایی بود که طول آن ۴۹۱ فوت ۲ اینچ (۱۴۹٫۷۱ متر) بود. این زیردریایی در سال ۱۹۱۳ ساخته شد.